# こえ部
こえ部（こえぶ）は、サイバーエージェントが運営していた音声専門のコミュニティサイト。2007年にカヤックが開設し、2014年にサイバーエージェントに譲渡され同社子会社の株式会社koebuに移管。2015年にサイバーエージェントはkoebuを吸収合併し、サービス終了まで運営していた。
こえ部では会員（ユーザー）がセリフや詩を吹き込み録音して投稿し他の会員の声を再生することができ、会員同士で声への評価を競い合う。基本機能は無料、一部機能は月額540円の使用料がかかる。
中学生・高校生のユーザーが多く、アニメファンや声優志望者に使われている。
2016年9月30日、サービス終了。

## 主な機能
部員登録することによりさまざまな機能が使えるようになる。
BBSの書き込みや気になった部員を登録できるお気に入り登録、投稿作品に対してスマイルボタンを押して評価すること等が可能になるスマイル機能等。スマイルは3段階までつけることができ右になればなるほど高評価である。また、こえ部LIVE!の参加が可能になる。

## 沿革
- 2007年
  - 12月12日 - カヤックがkoebuを開設[3]
- 2008年
  - 5月16日 - こえ部LIVE!（音声チャット）を開始。
  - 11月21日 - こえ部ポイントが追加された。
- 2009年
  - 9月10日 - こえ部トップページがリニューアルされた。
  - 10月15日 - こえ部サイト第2弾リニューアルされた。
  - 12月21日 - 事務局公式のアイコンを追加。
- 2010年
  - 2月15日 - こえ部LIVE1チャンネル募集が再開された。
  - 2月24日 - 部員数10万人突破。
  - 4月1日 - エイプリルフール限定企画として、こえ部のトップページがふえ部になった。これはインターネットブラウザを開いてから、初めてふえ部のトップページに行く仕様となっていた[9]。また、こえ部LIVE!で「こえ部」と打ち込むと自動的に「ふえ部」に変わるようにもなっていた。4月1日限定で現在はこえ部のトップページに戻っているが、今もふえ部のトップページにはいける[10]。
  - 5月17日 - こえ部の著作権関連機能および権利侵害問題の対策を強化すると発表した[11]。
  - 5月24日 - こえ部コーコク!が追加された。
  - 6月13日 - 部員数14万人突破。
- 2011年
  - 3月9日 - 部員ページに入部日を表示する機能を追加。
  - 3月12日 - 東日本大震災の影響により節電や回線の帯域確保のため、18時から24時までのこえ部LIVE!の利用が停止される。その後18時から21時までに縮小された[12]。
  - 4月1日 - エイプリルフール限定企画として、こえ部のトップページがおうえん部になった。
  - 6月1日 - こえ部LIVE!で混雑時プレミアム部員が優先化される。一般部員は混雑時接続しにくくなった[13]。
  - 7月7日 - 学研から「こえ部であそぶ!今から人気声優の本」が発売される[14]。
- 2012年
  - 3月14日 - こえ部LIVE!健全化のため、「誰でも話せる」機能を廃止。一般部員はマスター以外喋れなくなる他、プレミアム部員もスピーカーを限定する指名制となった[15]。
  - 3月30日 - 名称がこえ部からkoebuに変更された。
  - 9月30日 - カヤックがkoebuをサイバーエージェントに譲渡。同日、サイバーエージェントはkoebuの運営を行う全額出資の子会社・株式会社koebuを設立[4][16][1]。
- 2015年
  - 9月30日 - サイバーエージェントが株式会社koebuを吸収合併[2]
- 2016年
  - 2月9日 - サービス終了が告知された。[17]
  - 9月30日 - サービス終了。

## イベント
- 2008年12月8日、サービス開始1周年を記念した「声優アワード新人発掘オーディション」が開催された。
- 2010年4月7日現在。『迷い猫オーバーラン!』のお題コラボ投稿をしている。
- 2011年8月28日〜9月22日、TVアニメ『セイクリッドセブン』とのタイアップイベント。「君の声は受け取った!」キャンペーン。

## 用語
こえ部公式での用語を説明する。
マスター
LIVEの主催者・作成者のこと。マスターはその番組中においてはリスナーになることはできず、入室した時点でスピーカーの状態から始めることになる。
スピーカー
自分のマイクで喋ったり、音声を流す参加者のこと。
リスナー
入室した最初の状態。この参加者はテキストチャットを用いてこえ部LIVEに参加できる。この状態ではマイクの音声は流れない。　

## 投稿・LIVE!
リアルタイムで様々な人たちと音声とチャットを使った生放送ができる。LIVEに参加するのは2通りあり、スピーカーとして参加する方法とリスナーとして参加する方法の2種類ある。リスナーは入室した初期状態でテキストチャットを打つことしかできないが、スピーカーになるボタンをクリックするとスピーカーに替わり、自分のマイクの音声が流れるという仕組みになっている。ちなみに、かつてログインせずゲスト（見学者）として参加することもできていた。だが、テキストチャットを打つことができないうえにスピーカーに切り替えることもできない。閲覧のみである。